# Terremoto del golfo de California de 2009
El terremoto del golfo de California de 2009 fue un terremoto de magnitud 7.1 {\displaystyle M_{\mathrm {w} }} que se produjo en el golfo de California, México, el 3 de agosto de dicho año, a las 17:59:57 UTC (10:59:57 hora local). El epicentro del sismo se localizó en alta mar a 89 km (56 millas) norte-noreste de Santa Isabel (Baja California), 185 km (115 millas) oeste de Hermosillo (Sonora), en una zona de fallas que marca la frontera tectónica entre la placa Norteamericana y la placa del Pacífico.
El sismo principal fue precedido por un sismo de 5.8 {\displaystyle M_{\mathrm {w} }}, y seguido de múltiples réplicas, entre ellas una de 6.2 {\displaystyle M_{\mathrm {w} }}:
- 3 de agosto de 2009 - 17:55:23 UTC  - 5.8 {\displaystyle M_{\mathrm {w} }} 28°58′34″N 112°59′17″O / 28.976, -112.988 - 4 minutos antes del sismo principal.[2]
- 3 de agosto de 2009 - 18:33:34 UTC - 5.0 {\displaystyle M_{\mathrm {w} }} 28°55′52″N 113°01′19″O / 28.931, -113.022 - 33 minutos después del sismo principal.[3]
- 3 de agosto de 2009 - 18:40:50 UTC - 6.2 {\displaystyle M_{\mathrm {w} }} 29°19′48″N 113°40′52″O / 29.330, -113.681 - 40 minutos después del sismo principal.[4]
- 5 de agosto de 2009 - 09:13:13 UTC - 5.5 {\displaystyle M_{\mathrm {w} }} 29°36′54″N 113°51′00″O / 29.615, -113.850.[5]

Los sismos fueron sentido con mayor intensidad en las comunidades de la costa de Sonora, como Punta Chueca, Bahía de Kino y Kino Nuevo, así como en El Desemboque, Puerto Libertad, Puerto Peñasco.  También fueron sentidos en Ensenada, Tecate, Mexicali, Tijuana (leve), y en el sur de California y Arizona. No se reportaron víctimas o daños mayores.